# Ross (Dakota del Nord)
Ross è un centro abitato (city) degli Stati Uniti d'America, situato nella Contea di Mountrail nello Stato del Dakota del Nord. Nel censimento del 2000 la popolazione era di 48 abitanti. La città è stata fondata nel 1902.

## Geografia fisica
Secondo i rilevamenti dell'United States Census Bureau, la località di Ross si estende su una superficie di 0,70 km², tutti occupati da terre.

## Popolazione
Secondo il censimento del 2000, a Ross vivevano 48 persone, ed erano presenti 13 gruppi familiari. La densità di popolazione era di 66 ab./km². Nel territorio comunale si trovavano 29 unità edificate. Per quanto riguarda la composizione etnica degli abitanti, il 97,92% era bianco e il 2,08% era nativo.
Per quanto riguarda la suddivisione della popolazione in fasce d'età, il 14,6% era al di sotto dei 18, il 14,6% fra i 18 e i 24, il 22,9% fra i 25 e i 44, il 27,1% fra i 45 e i 64, mentre infine il 20,8% era al di sopra dei 65 anni di età. L'età media della popolazione era di 44 anni. Per ogni 100 donne residenti vivevano 92,0 maschi.